# Kirche des heiligen Karl Borromäus (Varnsdorf)

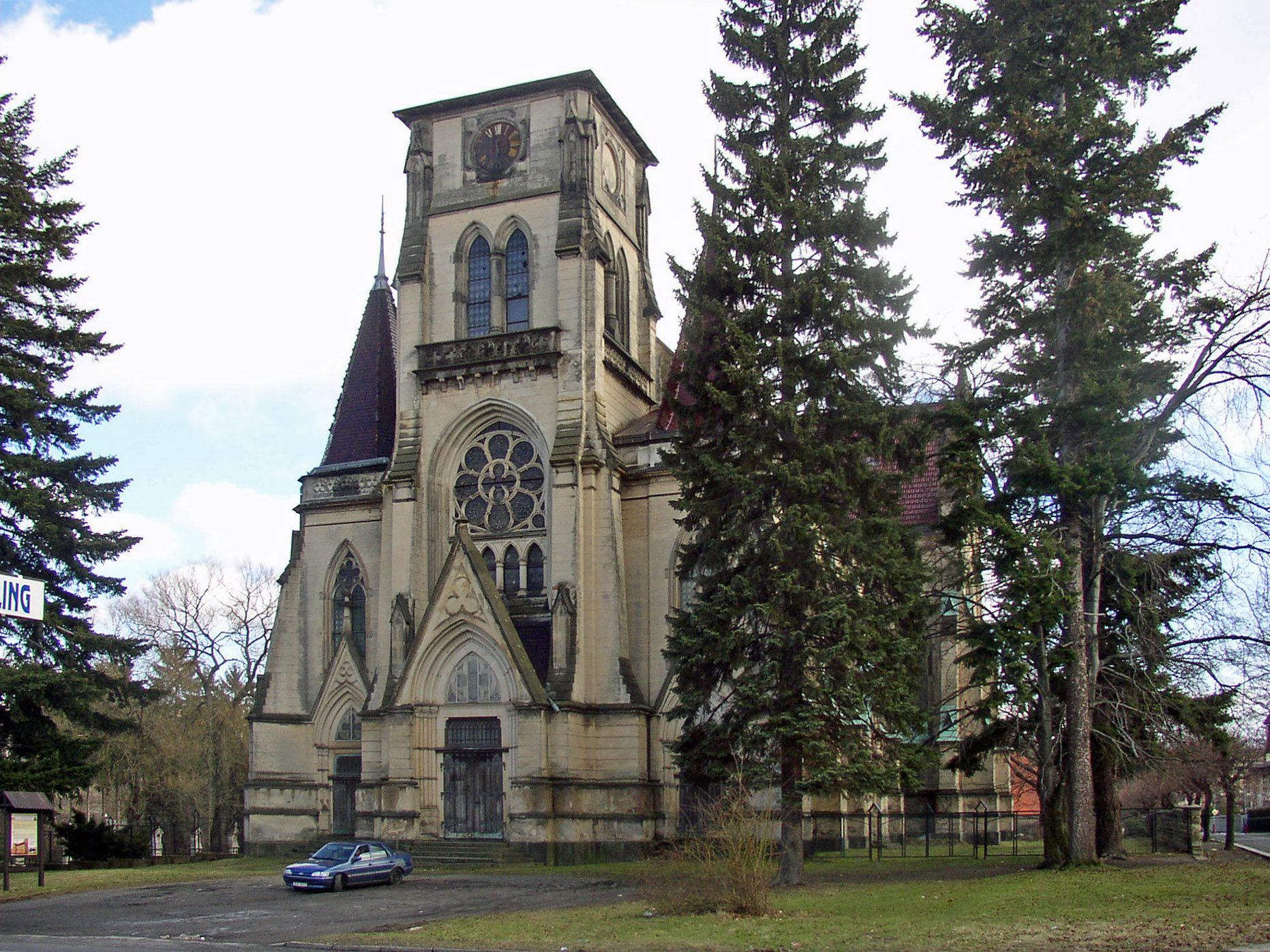
Kirche St. Karl Borromäus

Die Kirche des heiligen Karl Borromäus, auch kurz Karlskirche oder Borromäuskirche genannt, ist eine römisch-katholische Kirche im nordböhmischen Varnsdorf (deutsch: Warnsdorf), Okres Děčín, Tschechien, nahe der Landesgrenze zu Sachsen. Sie ist im Stil der Neugotik erbaut und dem Heiligen Karl Borromäus geweiht. Das unvollendete Bauwerk ist auch als Kirche ohne Turm bekannt.

## Geschichte
Im Jahr 1901 wurde in Karlsdorf, einem Stadtteil von Warnsdorf, ein Verein mit dem Ziel gegründet, finanzielle Mittel für den Bau eine Kirche zu sammeln.
Der Bau war aus mindestens zwei Gründen notwendig geworden: wegen der rasch wachsenden Bevölkerung und wegen der Abtrennung der Altkatholiken nach dem Ersten Vatikanischen Konzil (1870). Das um 1730 entstandene Karlsdorf, das seinen Aufschwung u. a. der Weberei-Industrie verdankte, befand sich seit dem Beginn des 19. Jahrhunderts in rapider Entwicklung. 1849 vereinigte es sich mit anderen Dörfern (Floriansdorf, Alt- und Neu-Franzenthal) und dem eher städtischen Neu- bzw. Alt-Warnsdorf zu einer industriell geprägten Großgemeinde. Dieses mit 15.000 Einwohnern größte Dorf Österreich-Ungarns wurde im Krieg von 1866 durch die preußischen Truppen geplündert und erhielt zum Wiederaufbau 1868 das Stadtrecht. Bald wurde Warnsdorf als Klein Manchester bezeichnet, da die Bevölkerung rasch weiter wuchs (1914 rund 30.000 Menschen), und diese Verhältnisse zeitgenössisch häufig mit dem Wachstum der englischen Stadt Manchester verglichen wurden.
Nach dem Ersten Vatikanischen Konzil wurde Warnsdorf innerhalb Österreich-Ungarns zu einem Zentrum der – die auf dem Konzil beschlossenen autoritären Neuerungen ablehnenden – Altkatholischen Kirche, die nach 1870 als von den „römischen“ Katholiken, die den Konzilsbeschlüssen folgten, als getrennt angesehen wurde. Diese Spaltung verstärkte den Bedarf nach einem Kirchenneubau.

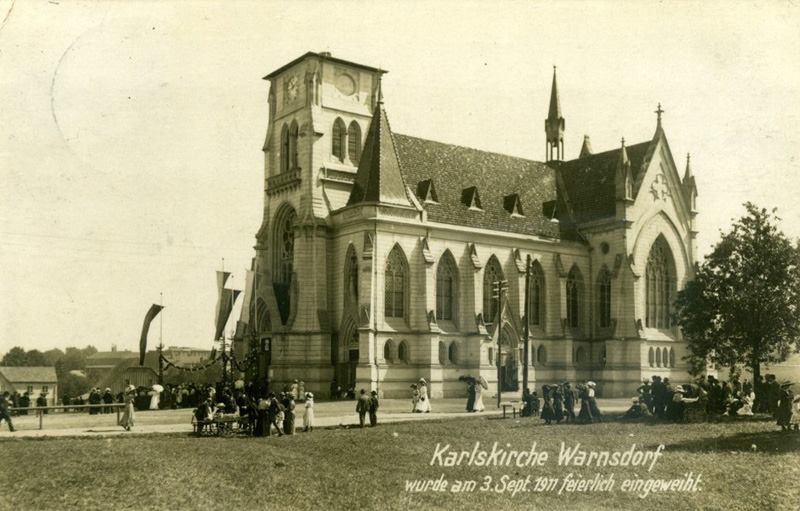
Feierliche Einweihung der Karlskirche am 3. September 1911

Die Spenden der Gemeindemitglieder und kirchlichen Organisationen reichten jedoch nicht aus, sodass der 1903 begonnene Bau bis 1911 nur langsam voranschritt. Nach dem Ersten Weltkrieg, als sich Böhmen, Mähren und die Slowakei zur Tschechoslowakei vereinigten, entschloss man sich, den Kirchenbau wegen der massiven Geldentwertung und der allgemeinen Not zu beenden. So blieb der Kirchturm ohne Dach bzw. Turmhelm.
Die Ausarbeitung der Entwürfe war durch den Stadtbaumeister Anton Möller (1864–1927) erfolgt, der Bau selbst war dem Baumeister Franz Rott aus Warnsdorf übertragen worden. Am Namenstag des künftigen Patrons der Kirche, dem 4. November 1903 fanden eine Feier zum Beginn des Aushubs und die Weihe der Fundamente statt. Nach einem Jahr – zu Pfingsten am 23. Mai 1904 – beging man unter Mitwirkung der hohen Geistlichkeit die Grundsteinlegung. Nach dem Chronisten wurde dabei – wie im Katholizismus üblich – eine Gründungsurkunde unterzeichnet und zusammen mit aktuellen Münzen aus dieser Zeit in den Grundstein gegeben, der danach zugemauert wurde. Die feierliche Konsekration fand am 3. September 1911 durch den Diözesanbischof aus Leitmeritz statt.
Die Kirche ist dreischiffig, der Innenraum wird durch acht Sandsteinsäulen gegliedert. Die Länge der Kirche beträgt 50 Meter, die Breite einschließlich der Seitenschiffe 24 Meter. Die Kirche erhielt zunächst die Glocken „Karl“ mit 950 kg Gewicht, „Maria“ mit 450 kg und „Josef“ mit 230 kg. Die größte Glocke kam erst später hinzu und wurde im Jahre 1992 feierlich geweiht. Sie stammt aus der Werkstatt Dietrich in Tschechien, wiegt 2550 kg und trägt den Namen des Heiligen Kreuzes, Barnabas und Alexej.